# Ubu skowany
Ubu skowany (fr. Ubu enchaîné) – pięcioaktowy dramat autorstwa Alfreda Jarry, napisany w 1899 i wydany w 1900 roku. Swoją premierę miał dopiero 22 września 1937, czyli prawie 30 lat po śmierci autora. Premiera odbyła się w Théâtre des Champs Élysées w Paryżu. W jedną z ról wcielił się wówczas Roger Blin. Dramat po raz pierwszy został wydany w Polsce w 2006 roku w zbiorze dzieł Alfreda Jarry pod tytułem Teatr Ojca Ubu w przekładzie Jana Gondowicza. Ubu skowany stanowi kontynuację pierwszego dramatu z serii o Ojcu Ubu, zatytułowanego Ubu Król czyli Polacy. Ubu po ucieczce z Polski, wraz z żoną ląduje w Paryżu, gdzie decyduje się zostać niewolnikiem w celu zdobycia realnej władzy.

## Osoby dramatu
- Ubu – tym razem w roli nie króla, a niewolnika z własnej woli
- Ubica – żona Ubu
- Eleutera – nastoletnia dziewczyna porwana przez Ubu, który zmusił ją siłą do służenia sobie
- Szczawkucki (markiz Świerzbłoński) – wuj, a zarazem opiekun Eleutery
- Trzej Wolniacy – ochotnicze wojsko, działające na zasadzie nieposłuszeństwa. Najwyższą wartością jest dla nich wolność. Wykonują polecienia odwrotnie, czyli na przykład na komendę rozejść się, stają w szeregu.
- Szczawgacki (markiz Wielłącki) – kapral Wolniaków i narzeczony Eleutery. Uwalnia ją od Ubu, który za swój czyn trafia do więzienia.
- Lord Kotoblepas – angielski turysta, któremu wmówiono, że więzienie jest zamkiem królewskim, a sam Ubu królem Francji
- Jack – kamerdyner Lorda Kotoblepasa
- Sulejman – sułtan Turków do którego miał trafić z Francji transport więźniów, wśród których znajdował się Ubu
- Brat Tybercy – zbiera pieniądze na zapoczątkowane przez Ojca Ubu nędzarstwo więzienne

i inni